# 倒卵伏石蕨
倒卵伏石蕨（学名：Lemmaphyllum microphyllum var. obovatum）为水龙骨科伏石蕨属下的一个变种。

## 扩展阅读
- 維基物種上的相關：倒卵伏石蕨